# Taeniochromis
Genre

## Liste d'espèces
Selon ITIS:
- Taeniochromis holotaenia (Regan, 1922)